# Клуб служіння
Клуб служіння або організація служіння — це добровільна некомерційна організація, члени якої регулярно збираються для здійснення благодійної діяльності або шляхом прямих практичних зусиль, або збираючи гроші для інших організацій. Клуб служіння визначається, по-перше, його місією служіння, а по-друге, перевагами членства, такими як соціальні заходи, спілкування та можливості особистого зростання, які заохочують участь.  
Організація служіння не обов’язково виключає ідеологічні мотиви, хоча організації з такими визначеними мотивами, швидше за все, ідентифікують себе через свою асоціацію. Подібно до історичних релігійних організацій, які лягли в основу багатьох суспільних інституцій, таких як лікарні, організації служіння виконують багато важливих послуг для своєї громади та інші гідні справи. У Сполучених Штатах деякі з цих клубів зазвичай також мають складову клубну організацію, яка є некомерційною організацією, звільненою від оподаткування 501(c)(3) .
Багато з сучасних клубів служіння почалися як соціальні клуби для ділового нетворкінгу, але швидко перетворилися на організації, які займаються більше служінням, ніж нетворкінгом, хоча нетворкінг все ще може бути основною причиною, чому багато учасників вирішили приєднатися.
Історично склалося так, що більшість клубів служіння складаються з груп на основі спільнот, які мають однакову назву, цілі, вимоги до членства та структуру зустрічей. Багато з цих клубів збираються щотижня, раз на два тижні або щомісяця у визначений день і час, як правило, за сніданками, обідами або вечерями. Більшість із цих клубів почали з одного клубу в одному місті, але потім відтворили себе, організувавши подібні клуби в інших громадах. Багато організацій клубів служіння стали всесвітніми рухами та отримали офіційне визнання ООН та різними урядами як неурядові організації (НУО).
Перший у світі клуб служіння, Ротарі Клуб Чикаго, був створений у 1905 році Полом Гаррісом, адвокатом, який хотів створити професійний клуб з тим же дружнім духом, який він відчував у маленьких містечках своєї юності. Назва Ротарі походить від ранньої практики ротації зборів між офісами членів.